# Pyganodon grandis
Pyganodon grandis är en musselart som först beskrevs av Thomas Say 1829.  Pyganodon grandis ingår i släktet Pyganodon och familjen målarmusslor. IUCN kategoriserar arten globalt som livskraftig. Inga underarter finns listade i Catalogue of Life.